# Belägringen av Nara

Belägringen av Nara var en direkt följd av det första slaget vid Uji (1180). Då stred Minamoto no Yorimasa mot en liten armé från Taira-klanen med hjälp av krigarmunkar (sōhei, 僧兵, bokstavligen ”krigarmunk”) från Mii-dera. De annars segerrika Taira beslutade att hämnas på krigarmunkarna för den hjälp de gett Minamoto, genom att bränna ner Mii-dera.

## Slaget
När de närmade sig templet gick krigarmunkar från i stort sett varje större tempel och kloster i området till försvar av templet. Taira-klanens armé anfördes av Taira no Shigehira och Taira no Tomomori, söner till klanledaren Taira no Kiyomori. 
Munkarna grävde diken på vägen och byggde många typer av improviserade hinder och försvar. De stred huvudsakligen med pilbågar och naginata. Taira satte in ryttare i striderna vilket gav dem stor fördel. Trots munkarnas överlägsna numerär och deras försvarsposition lyckades Taira-armén förstöra nästan alla tempel i staden, bland annat Kōfuku-ji och Tōdai-ji.  Endast Enryaku-ji lyckades slå tillbaka anfallet och klara sig.
I Heike Monogatari sörjer skriftställaren förstörelsen av Tōdai-jis Daibutsu (stora Buddha-staty).
Totalt dog mer än 3500 människor vid förstörelsen av Nara.